# Omolon
Omolon (rusky Омолон, jakutsky Омолоон) je řeka v Magadanské oblasti, v Čukotském autonomním okruhu a v Jakutské republice v Rusku. Je dlouhá 1114 km. Povodí řeky je 113 000 km².

## Etymologie
Název řeky se překládá z jakutštiny jako Dobrá řeka.

## Průběh toku
Pramení na Otajkačanském hřbetu v Kolymské vysočině. Protéká úzkou horskou dolinou, která se pod pravým přítokem Kegali rozšiřuje a tok se rozděluje na jednotlivá ramena. Níže se podél řeky v délce desítek až stovek kilometrů táhnou porosty pelyňku. Ústí zprava do Kolymy. Při ústí řeky leží hrob geologa Ivana Čerského, který do oblasti jako jeden z prvních pronikl. Jeho hrob je vyznačen výrazným kamenným obeliskem.

### Přítoky
- zleva – Kedon
- zprava – Molongda, Oloj, Olojčan

## Vodní režim
Zdrojem vody jsou sněhové a dešťové srážky. Zamrzá v říjnu a rozmrzá na konci května až na začátku června. Na horním toku promrzá až do dna a vytvářejí se na něm obrovská náledí.

## Využití
Na dolním toku je řeka splavná. Vodní doprava je možná od přístavu Ščerbakove v délce 600 km.